# Villarejo-Periesteban
Villarejo-Periesteban è un comune spagnolo di 324 abitanti situato nella comunità autonoma di Castiglia-La Mancia.